# Ihor Žurachovs'kyj
Ihor Ihorovyč Žurachovs'kyj (in ucraino Ігор Ігорович Жураховський?; Kiev, 19 settembre 1994) è un ex calciatore ucraino, di ruolo centrocampista.

## Palmarès

### Club

#### Competizioni nazionali
- Coppa d'Estonia: 1

Levadia Tallinn: 2020-2021
- Campionato estone: 1

Levadia Tallinn: 2021